# Superman: The New Superman Adventures
Superman: The New Superman Adventures, geralmente referido como Superman 64, é um jogo de aventura, desenvolvido e publicado pela Titus Software, lançado em 1999 para o Nintendo 64 (console de videogame). O jogo é baseado na série de televisão Superman: A Série Animada. Superman foi lançado na América do Norte em 31 de Maio de 1999, e na Europa no dia 23 de julho de 1999.
O desenvolvimento do jogo foi prejudicado pelas restrições da DC Comics e a Warner Bros., resultando em ser inacabado e de má qualidade. BlueSky Software fez a tentativa de voltar a fazer o jogo para o PlayStation, mas devido a validade de licença pertencente a Warner Bros. no momento em que foi concluído, o jogo acabou sendo cancelado.
No jogo, o Superman deve salvar seus amigos de Lex Luthor, que foram presos em uma versão virtual da Metrópole. É notável a recepção negativa que recebeu da crítica e é considerado um dos piores jogos de todos os tempos, sendo muito criticado pela deficiente mecânica nos controles, gráficos, bugs, glitches, jogabilidade e dificuldade.

## Jogabilidade
Superman é um jogo de ação-aventura jogo de plataforma tridimensional definida em uma recreação virtual da Metrópole criado por Lex Luthor. A Metrópole Virtual é preenchida com o que os desenvolvedores chamam de "Nevoeiro de Kryptonite", em um aparente esforço por Lex Luthor para diminuir as habilidades do Superhomem.
O principal single-player mode, o jogador assume o papel de Superman, que é desafiado por Luthor para completar várias tarefas e quebra-cabeças. Superman pode caminhar, voar, combater inimigos e usar a super-força para levantar e transportar objetos grandes. Superman outros superpoderes, como Visão de Calor, Congelamento e Visão de Raios-X, são acessíveis apenas através do conjunto de power-ups em determinados níveis e é limitado. Se o Superman é atacado por inimigos, perigos, ou está em estreita proximidade com Kryptonita, sua saúde irá diminuir. Se o jogador perder (indicado com "LEX WINS") será necessário reiniciar a missão atual. O jogador irá também perder o jogo se um personagem civil é atacado ou em limites de tempo impostos em várias missões expirar antes de serem concluídas.
Superman contém catorze níveis distintos, que consiste de sete "Níveis de Passeio" e sete "Níveis de Labirinto". Nos Níveis de Passeio, a jogabilidade é na Metrópole, e alterna entre o Superman voar através de uma série de anéis coloridos e, em seguida, completar o tempo objetivo, tais como a proteção de um civil ou derrotar todos os inimigos. Ao voar através de uma seção de anel, o jogador é dado um limite de tempo para completar a corrida, que varia de um a dez minutos. Se o jogador perde três anéis, ele perde, ou falha o objetivo temporizado, deve reiniciar a parte dos anéis
Nos Níveis de Labirinto, o super-homem tem descoberto um de seus amigos de dentro de uma posto avançado de Luthor, e tem de sair com eles e derrotar um chefe. Estes níveis são geralmente mais enraizados em ação-aventura, e fazer uso de quebra-cabeças.
O jogo inclui dois modos de multiplayer (um modo de corrida e um modo de batalha) que pode ser jogado com até quatro pessoas. No modo de batalha, os jogadores devem derrotar seus adversários, jogando várias armas e itens. No modo de corrida, o jogador controla uma nave espacial e anéis de atirar partir da parte de trás de um adversário.

## Enredo
Lex Luthor criou uma versão virtual de Metrópolis e consegue interceptar a Lois Lane, Jimmy Olsen e Professor Emil Hamilton dentro dele. Superman entra no portal para o mundo virtual, onde Luthor diz a ele que ele deve voar através de seu labirinto de anéis espalhados pela Metrópole Virtual. Depois de concluir os anéis de tarefas, Superman percebe que ele deve salvar seus amigos do Reino Virtual. Vilões batalham ao longo do caminho incluem Parasita, Darkseid, Brainiac, Mala e Metalo. No final do jogo, o super-homem liberta seus amigos do virtual Metrópole, mas Lex consegue escapar, terminando em um não resolvido cliffhanger.

## Desenvolvimento
Superman foi desenvolvido pelo programador francês Tito Software e levou dois anos para fazer. Ele foi primeiro revelado na E3 de 1997, e posteriormente apresentado na E3 De 1998 Eric Caen, o jogo do produtor e co-fundador do Tito Software, afirmou que o principal objetivo do desenvolvimento foi criar o primeiro jogo de super-heróis baseado onde os jogadores realmente se comportam como um super-herói.

### Elenco de dublagem
O jogo apresenta sound bites da voz de atores e atrizes de Superman: A Série Animada: Tim Daly como Superman, Clancy Brown como Lex Luthor, Dana Delany como Lois Lane, David Kaufman como Jimmy Olsen, Victor Brandt como Professor Emil Hamilton, Corey Burton como Brainiac, Malcolm McDowell como Metalo, Brion James como Parasita, Leslie Easterbrook como Mala, e Michael Ironside como Darkseid.

### Restrições
Caen afirmou, em um e-mail entrevistou com Prótons Jon que o desenvolvimento foi fortemente afetado pelos licenciadores de Superman, a DC Comics e a Warner Bros., que encarregaram numerosos aspectos do design do jogo. Estes aspectos, incluído o uso limitado de Superman poderes do jogo e a sua configuração em um mundo virtual, que foi devido ao desejo de não ter Superman luta "real" de pessoas. O lançamento do jogo foi adiado por seis meses devido a um longo processo de aprovação e menos de dez por cento do projeto original foi implementada no produto final. Caen também comentou que o projeto original era "muito ambicioso em relação ao que um N64 foi capaz de entregar."

### Versão de PlayStation
Após a falha crítica da versão de N64, Titus deu BlueSky Software as rédeas para redesenhar completamente o Superman para o PlayStation. O jogo recebeu aprovação da Sony, mas a licença da Warner Bros tinha expirado e Tito não conseguiu garantir uma nova, resultando no cancelamento do jogo em 2000.

## Recepção e legado

### Crítica
Superman foi fortemente criticado, segurando um total pontuação negativa de 23% no GameRankings, e é frequentemente considerado como um dos piores jogos da História. As queixas mais comuns foram direcionados para os controles do jogo, os gráficos e a jogabilidade no geral. Os controles de Superman voando foram duramente criticados por vários críticos por ser irresponsáveis, às vezes exigindo pressionar o botão de decolar ou pousar várias vezes.
Matt Casamassina da IGN avaliou Superman 3.4 de 10, especulando que o desenvolvedor não tinha de"colocar diante de qualquer prioridades para este título do que terminá-lo", comentando que "apressaram-se, e sentiram descuidados." Casamassina afirma que esta sensação de "transborda em seu visual", criticando a inconsistente taxa de quadros, o uso excessivo de distância de nevoeiro, e os frequentes recortes visto no jogo, ambientes e objetos. Ele também criticou o jogo as pobres de detecção de colisão, a abundância de falhas, e pobre inimigo de Inteligência Artificial. Casamassina concluiu a revisão com "[Superman] é executado tão mal, que na verdade serve para açougueiro a reputação de que destaque para herói de ação." Joe Fielder da GameSpot considerados os gráficos como "abaixo da média, mesmo para uma primeira geração de jogos N64."  O defensor deu ao jogo uma pontuação de 1,3 de 10, sendo a quarta mais baixa avaliado jogo pelo GameSpot, declarando que "Este é facilmente o pior jogo que eu já joguei... não serve a nenhum propósito que não o de estabelecer firmemente o fundo do barril".